# نظام اندماج الكتلة
نظام اندماج الكتلة  هو نوع جديد من إدارة الحرارة في الحاسبات. حيث تجمع بين التبريد الهوائي و المائي. عن طريق ربطها بوحده انبوب تسخين (heatpipe module)، ويتم بذلك إزالة الحرارة الناتجة من أجزاء الحاسوب.
ظهرت هذة التقنية عام 2007 من شركة أسوس في المعالج إنتل P35. والآن تعتبر منصة أساسية للحاسبات القوية.